# Arch Resources
Arch Resources  est une entreprise américaine spécialisée dans l'extraction du charbon.
En août 2024, Arch Resources fusionne avec Consol Energy pour former Core Natural Resources.

## Histoire
En janvier 2016, Arch Coal se place sous le chapitre 11 de la loi sur les faillites, dans le but de restructurer 4,5 milliards de dollars de dettes.
En août 2024, Arch Resources annonce sa fusion avec Consol Energy. La nouvelle entité, Core Natural Resources, pèsera plus de 5 milliards de dollars et disposera de 11 mines et de terminaux d'exportation dans six États américains différents, avec en particulier deux zones stratégiques : la côte est et le golfe du Mexique. La production de charbon des États-Unis a chuté de 23,6 % entre 2018 et 2023 et que la part des centrales à charbon dans la production d'électricité américaine a chuté de plus de 50 % au début des années 2000 à 16 % en 2023, et une nouvelle règle édictée au printemps 2024 par l'administration Biden oblige les centrales à charbon à réduire leurs émissions de CO2 de 90 % à partir de 2039. Core Natural Resources compte donc exporter plus de 67 % de sa production vers les marchés asiatiques à forte croissance.

## Mines
- Mine de Coal Creek au Wyoming
- Mine de Black Thunder au Wyoming